# コロッケの唄 (企業)
株式会社コロッケの唄は日本の企業。旧名称は東商フーズ。1994年8月設立。

## 沿革
惣菜卸を取り扱う東洋商事の関連会社。当初は「東商フーズ」という社名であった。東洋商事はオイルショック後に業務用食品問屋として事業を開始した。同業他社に比べ後発であったことから、東洋商事はメニューを開発して顧客に提案するなどソフト面を重視し販路を拡大してきた。東商フーズはスーパーにテナントで入り惣菜販売を行う小売会社として、1994年末に1号店を出店。東洋商事が多様なメニューをどの加工段階のものでも提供できることから、東商フーズも出店先の需要に合わせた商品を提供でき、1995年4月時点で既に5店舗を展開した。
1996年時点では出店数は14店舗、1995年は12月だけで1億1900万円の売上をあげた。主力は380円の低価格弁当で、数が出るので結果的には客単価が上がるという。一般にスーパーの惣菜売場の立ち寄り率は17%程度であるところ、同社出店店は平均25%、高いところでは30%超のところもある。同社の出店先には商圏がそれほど広くはないスーパーが多く、そうした中でこの高い立ち寄り率は、同社テナント目的で来店する客や、リピーターが多いことを示しており、スーパー側から同社へ逆に出店を求めてくることもあったとされる。
2009年に業務効率化に伴って事務所が手狭になったため移転し、社名も変更となった。